# ガイ・ミッチェル (歌手)
ガイ・ミッチェル（Guy Mitchell、1927年2月22日 - 1999年7月1日）は、アメリカ合衆国のポップ歌手、俳優。アメリカだけではなくイギリス、オーストラリアでも活躍した。生涯で4400万枚のレコードを売り上げ、そのうち6枚はミリオンセラーとなったシングルである。

## 経歴
1927年にミシガン州デトロイトでクロアチア系の移民の子として生まれる。11歳の時にワーナー・ブラザースと契約して子役となった。
卒業後はサンフランシスコに家族とともに移住し歌手となるが、それだけでは収入が足りず馬の鞍作りもしていた。そこでデュード・マーティンがミッチェルを自分のバンドに雇い入れた。
その後アメリカ海軍に2年間従軍し、除隊後はカーメン・キャバレロのバンドで歌手として勤めたが、1947年に食中毒を発症し脱退する。ニューヨークに移ったミッチェルはキング・レコードと契約。1949年にはラジオ番組「アーサー・ゴッドフリーのタレントスカウト」に出演した。
1950年にミッチ・ミラーに誘われコロンビア・レコードと契約。その際に「私の名前は "ミッチェル" だが、君はいい "ガイ（男）" に見えるから、ガイ・ミッチェルと呼ぶことにしよう」と言い、ガイ・ミッチェルと名乗るようになった。その後は「赤いガーター」などの映画に出演し、1961年には「スリラー」に出演。1990年にBBCのドラマシリーズの「ユア・チーティン・ハート」に出演した。
また歌手としては1951年に「マイ・ハート・クリーズ・フォー・ユー」でヒットを収め、「ロッカビリー」（1957年）「恋はつらいね」（1959年）などでヒットした。そして最大のヒット曲である1956年の「ブルースを唄おう」は、当時人気絶頂期だったエルヴィス・プレスリーを差し置いてビルボード誌で9週間も首位を獲得した。
1981年にラスベガスに移住し、その頃には人気が高かったイギリスで公演する機会が増えていた。
1999年7月1日、癌手術の合併症により死去。

## 私生活
ミッチェルは生涯で4回結婚しているが、アルコール依存症により3回離婚した。女優のジャッキー・ラフリーやエルザ・ソレンセンと結婚していた時期もある。1966年にキャサリン・アン・エベンセンと離婚した後に結婚した、ベティ・スタンザクとは死去するまで付き添い続けた。死去時に2人の息子と5人の孫がいた。